# Lega di Costanza

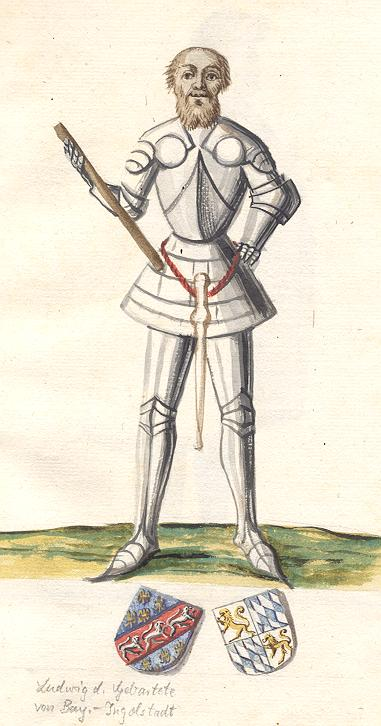
Ludovico VII di Baviera-Ingolstadt

La Lega di Costanza fu un'alleanza difensiva degli oppositori del duca Ludovico VII il Barbuto di Baviera-Ingolstadt. Fu fondata l'8 luglio 1415 durante il Concilio di Costanza e risale alla Società del Parrocchetto fondata l'anno precedente dal cugino di Ludovico, Enrico il Ricco di Baviera-Landshut.
I membri della Lega di Costanza erano, oltre ad Enrico, i duchi di Baviera-Monaco, Ernesto e Guglielmo, il conte palatino Giovanni di Palatinato-Neumarkt, il burgravio Federico di Norimberga e l'elettore palatino Ludovico del Palatinato. Si impegnarono ad aiutarsi reciprocamente e usarono la loro influenza nell'impero per danneggiare Ludovico.
Il re romano-germanico Sigismondo era sensibile alle richieste dei membri della Lega e accoglieva ogni denuncia contro il loro avversario Ludovico di Baviera-Ingolstadt. Alcuni parteciparono persino come giudici ai processi contro il re di Ingolstadt. La Lega di Costanza ebbe anche un ruolo determinante nell'estensione della guerra bavarese nel 1421, che assunse rilevanza a livello imperiale a seguito dell'intervento dei duchi di Baviera-Landshut e Baviera-Monaco dopo l'attacco di Ludovico a Neustadt an der Donau.
Un cambio di politica da parte di Sigismondo, ad un certo punto in contrasto con Federico di Norimberga, ridusse l'influenza della Lega di Costanza sul re. Non giocò più un ruolo importante fino al 1426, con la scadenza della tregua con Ludovico, quando Sigismondo promise ai suoi membri bavaresi l'investitura del Straubinger Ländchen. Il comitato della Lega propose quindi una divisione in tre parti della regione di Straubing a Norimberga nel maggio 1426. Il 17 settembre, il tribunale arbitrale della Lega suggerì una successiva divisione in quattro parti della regione.
Quando il re offrì anche a Ludovico di Baviera-Ingolstadt una parte della Straubinger Ländchen, la Lega prolungò la tregua con il duca di Ingolstadt. Nel 1427 sorse una disputa tra i duchi di Monaco ed Enrico di Baviera-Landshut, che agli occhi dei suoi cugini, non stava facendo abbastanza contro Tristram Zenger. All'inizio dell'estate, si sviluppò un riavvicinamento tra Ernesto, Guglielmo e Ludovico, l'avversario della Lega. La Lega di Costanza perse così progressivamente importanza e presto non fu più menzionata nelle fonti.